# Resolució 1497 del Consell de Seguretat de les Nacions Unides
La Resolució 1497 del Consell de Seguretat de les Nacions Unides fou adoptada l'1 d'agost de 2003. Després d'expressar la seva preocupació per la situació a Libèria, el Consell va autoritzar a una força multinacional a intervenir a la guerra civil per donar suport a l'aplicació d'un acord d'alto el foc amb "totes les mesures necessàries".
La resolució va ser aprovada per 12 vots contra cap i tres abstencions de França, Alemanya i Mèxic; els tres països van donar suport a la intervenció però es van oposar a les demandes dels Estats Units en la resolució que eximia als soldats de països que no eren part de l'Estatut de Roma de la Cort Penal Internacional (CPI) de la seva jurisdicció.

## Resolució

### Observacions
El Consell de Seguretat va destacar la necessitat de crear un entorn segur amb respecte als drets humans, treballadors humanitaris i el benestar dels civils, inclosos els nens. Va recordar l'obligació de les parts liberianes de l'acord d'alto el foc signat a Accra (Ghana) el 17 de juny de 2003, i les exigències contingudes en la Resolució 1343 del Consell de Seguretat de les Nacions Unides (2001) per prevenir grups armats des d'utilitzar el territori d'estats per atacar els altres i desestabilitzar les fronteres entre Guinea, Libèria i Sierra Leone.
Determinant la situació a Libèria com una amenaça per a la pau i la seguretat internacionals, el Consell va felicitar a la Comunitat Econòmica dels Estats de l'Àfrica Occidental (ECOWAS) pels seus esforços i va recordar la petició del secretari general Kofi Annan per desplegar una força internacional a Libèria. Des de la sol·licitud hi va haver disputes sobre el finançament de la missió i qui hi participaria.

### Actes
Actuant sota el Capítol VII de la Carta de les Nacions Unides, el Consell va autoritzar l'establiment d'una força multinacional a Libèria per donar suport a l'aplicació de l'acord d'alto el foc del 17 de juny. Al mateix temps, mantindria la seguretat després de la sortida del President de Libèria Charles Ghankay Taylor i de la instal·lació d'una autoritat successora; crear condicions pel desarmament, desmobilització i activitats de reintegració i lliurament d'ajuda humanitària; i preparar-se per al desplegament d'una força de manteniment de la pau a llarg termini (més tard coneguda com a Missió de les Nacions Unides a Libèria) abans de l'1 d'octubre de 2003.
Es va demanar a la Missió de les Nacions Unides a Sierra Leone (UNAMSIL) que donés suport logístic per un període de 30 dies limitat als elements de la força multinacional de la CEDEAO a Libèria sense comprometre el seu mandat a Sierra Leone. Els estats participants en la força multinacional podrien utilitzar totes les mesures necessàries per complir el seu mandat i es va demanar a tots els estats que contribuïssin a l'operació. Mentrestant, els soldats dels països que participaven en la força multinacional que no eren part de la CPI estaven exempts de la seva jurisdicció. Un embargament d'armes imposat a Libèria no s'aplicaria als equips destinats a ser utilitzats per la força, mentre que a tots els estats de la regió se'ls va demanar que s'abstinguessin d'accions que podrien desestabilitzar les fronteres entre Coste d'Ivori, Guinea, Libèria i Sierra Leone.
La resolució va demanar a tots els països i partits liberians que cooperessin amb la força multinacional i vetllessin per la seguretat i la llibertat de moviment de la força i fel personal humanitari. Els Liberians Units per la Reconciliació i la Democràcia i el Moviment per la Democràcia a Libèria van ser convidats a mantenir l'acord d'alto el foc del 17 de juny, posar fi a la violència, acceptar un marc polític inclusiu per a un govern de transició i abstenir-se de prendre el poder per força
Les mesures de la resolució es revisarien en el termini de 30 dies i va demanar al Secretari General, a través del seu Representant Especial, que informés periòdicament sobre la situació a Libèria al Consell.